# Smygehuk Fyr
Smygehuk Fyr (svensk: Smygehuks fyr) ligger cirka 1½ kilometer vest for Smygehamn i Skåne, er 17 meter høj og konstrueret i jern. Fyrtårnet stod færdigt i 1883, og blev taget ud af drift i 1975 for at blive afløst af Kullagrundet Fyr beliggende længere ude i Østersøen. På foranledning af blandt andre Trelleborgs kommun blev lyset i fyrtårnet tændt igen i april 2001. Smygehuk Fyr ligger ved Smygehuk, det allersydligste punkt i Sverige og den Skandinaviske halvø.

## Historie
Fyret blev oprindeligt drevet med petroleum, men det blev hurtigt erstattet af elektricitet, og fyret blev udstyret med et 1.000 watt glødelampe. Lysets intensitet var på 180.000 Hefner. Den roterende tredjegrads linse spredte lysstrålerne in det rigtige mønster "hvert femte sekund et glimt skiftende mellem rødt og hvidt". I dag roterer linsen ikke længere, og lampen er kun på 60 watt. På trods af denne lave spænding, når lyset stadig omkring 15 kilometer udover havet, og viser hovedsagelig vejen for turister og fiskerbåde.